# Alexandra Izmaïlovitch
Alexandra Adolfovna Izmaïlovitch (Александра Адольфовна Измайлович), née en 1878 à Saint-Pétersbourg et morte fusillée le 11 septembre 1941 dans les bois du Medvedevskij les près d'Oriol, est une révolutionnaire russe, membre du Parti socialiste révolutionnaire (SR) et sœur de la révolutionnaire Catherine Izmaïlovitch (1881-1906) qui commit plusieurs tentatives d'assassinat.

## Biographie
Elle descend d'une famille de la petite noblesse et son père est officier artilleur. En 1901, elle entre au parti socialiste révolutionnaire (SR) et participe à la révolution de 1905.
Le 14 janvier 1906, elle est désignée par le parti pour commettre un attentat contre le gouverneur de Minsk, Pavel Kourlov, avec Ivan Poulikhov. Ce dernier lance une bombe contre le gouverneur, mais elle n'explose pas ; aussitôt Alexandra Izmaïlovitch tire cinq coups avec son pistolet Browning contre le chef de la police Norov, mais blesse un soldat, Zakhar Potapov et un postier, Foma Gontcharik, qui se trouvaient dans le public à la sortie des funérailles du général Kourtch auxquelles assistait le gouverneur. Izmaïlovitch et Poulikhov sont aussitôt arrêtés et sont envoyés à la prison de la ville. Le tribunal les condamne à la peine capitale. Elle ouvre un pourvoi en cassation et sa peine est commuée en travaux forcés à perpétuité. Poulikhov est pendu.

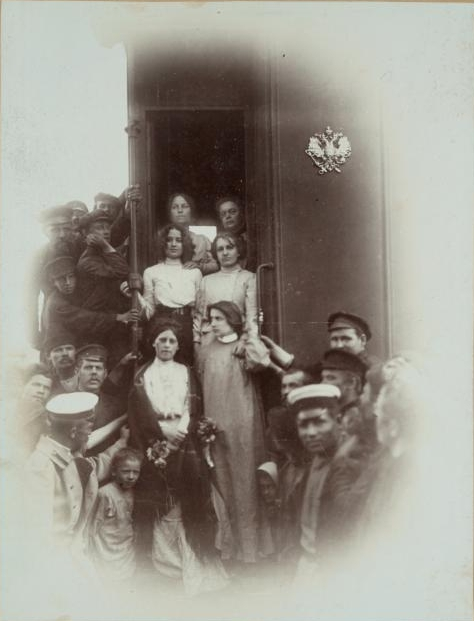
Les « six » (chesterka) terroristes socialistes révolutionnaires photographiées à la gare d'Omsk alors qu'elles s'entretiennent avec la foule venue les saluer lors du long voyage vers leur lieu de punition. Izmaïlovitch est la première à droite au deuxième rang; Spiridonova est au premier plan à gauche. L'officier en uniforme, avec une casquette blanche, à gauche, fut expulsé des rangs à la suite de l'épisode.

Au cours du long transfert en train vers la Sibérie orientale, qui s'avère être une sorte de progrès triomphal telle étant la popularité acquise par les jeunes terroristes SR autour de la Révolution de 1905, puis dans les années d'emprisonnement dans les camps de la  Nertchinskaïa katorga, elle fait la connaissance de diverses autres femmes membres du son parti qui y purgent leur peine, et noue notamment une profonde relation d'amitié et de sororité, destinée à durer toute leur vie, avec Maria Spiridonova et Irina Kakhovskaïa (en),.
Les prisonnières sont libérées en conséquence de la révolution de février 1917 qui instaure la république en Russie. Dès lors Alexandra Izmaïlovitch travaille comme propagandiste et organisatrice du parti dans le gouvernement de Tchernigov auprès des paysans. À l'automne 1917, elle se rend à Pétrograd (l'ancienne Saint-Pétersbourg) pour se présenter à l'Assemblée constituante, mais n'est pas élue. Au congrès fondateur du parti des SR de gauche du 19 au 27 novembre, elle est élue au comité central.
Elle prend une part active à la révolution d'Octobre. Elle est membre de la faction de gauche des SR du comité exécutif central panrusse des 2e à 4e sessions. Dès décembre 1917, elle est membre du présidium du comité exécutif central panrusse. Lorsque le bloc des bolchéviques et des SR de gauche se forme, elle est désignée membre du SNK (commissaire du peuple des palais de la République), mais par décision du Comité central du PLSR, elle reste à travailler au parti.
En avril-mai 1918, Alexandra Izmaïlovitch est responsable du département d'organisation et de propagande de la section paysanne du comité exécutif central panrusse, dirigée par Maria Spiridonova. Elle ne prend pas part à la rébellion de gauche des SR le 6 juillet 1918, mais elle est quand même arrêtée et libérée après un certain temps. Elle publie une brochure, Les Erreurs d'après Octobre à la maison d'édition Socialisme révolutionnaire, dans laquelle elle critique surtout les Comités de paysans pauvres (en) (kombeds) et la terreur rouge.
Dans les années suivantes, Alexandra Izmaïlovitch est arrêtée en mainte occasion et persécutée sans interruption par le gouvernement soviétique, malgré le fait qu'elle se sentait écœurée par la politique et s'était complètement retirée de toute activité politique. À partir de 1923, elle est envoyée en exil intérieur dans de provinces lointaines, toujours en compagnie de Spiridonova et pendant de longues périodes, quand on les autorise, de Kakhovskaïa aussi. En 1937, en pleine terreur stalinienne, les trois anciennes révolutionnaires sont arrêtées à Oufa avec les membres de leurs familles qui vivaient avec elles, et le collège militaire de la Cour suprême de l'URSS les condamne à de longues peines de prison pour appartenance à une organisation terroriste (Izmaïlovitch en particulier à dix ans). Aucune des trois n'accepte pourtant d'avouer quoi que ce soit.
En septembre 1941, alors que l'armée allemande s'approche rapidement d'Orel, où elle est en train de purger sa peine, elle est inscrite sur une liste de prisonniers à abattre sans délai pour éviter qu'ils ne tombent aux mains de l'ennemi. Le 6 septembre, Staline approuve personnellement la liste et signe le décret exécutif. Dans la nuit du 11 septembre, elle et 156 autres prisonniers politiques, dont Maria Spiridonova et son mari Ilia Maïorov (ru) , sont transportés dans un endroit caché dans la  forêt Medvedevskij voisine, fusillés sur place par une équipe spéciale du NKVD et enterrés là.
Kakhovskaïa sera la seule des trois à survivre au stalinisme et travaillera sans relâche jusqu'à sa mort pour sauvegarder la mémoire de ses camarades disparues et en obtenir la réhabilitation. Izmaïlovitch sera réhabilitée pour ses condamnations de 1937 et 1941 en 1957, et pour ses affaires des années 1920 et du début des années 1930 en 1989. L'endroit exact où les cadavres des morts du 11 septembre 1941 sont enterrés n'a jamais été retrouvé, mais une pierre commémorative a été érigée dans les bois du Medvedevskij les en 1990 pour commémorer tous les morts des purges staliniennes des années 1930, 1940 et premières années 1950.

## Source de la traduction
- (ru) Cet article est partiellement ou en totalité issu de l’article de Wikipédia en russe intitulé « Измайлович, Александра Адольфовна » (voir la liste des auteurs).